# 3,4-ethyleendioxythiofeen
3,4-ethyleendioxythiofeen, afgekort als EDT of EDOT, is een organische verbinding met als brutoformule C6H6O2S. In zuivere toestand is het een gele vloeistof met een onaangename geur.

## Toepassingen
Dit derivaat van thiofeen wordt gebruikt als monomeer voor elektrisch geleidende organische polymeren. Poly(3,4-ethyleendioxythiofeen) (PEDT) is een geleidend polymeer. Het wordt toegepast in geleidende of antistatische coatings op glas of polymeersubstraten die elektrische stroom niet of slecht geleiden (bijvoorbeeld films uit polyester, polycarbonaat, pet of polyamide), in organische lichtemitterende diodes (oleds) en zonnecellen, in organische transistors, als elektrodemateriaal voor oplaadbare batterijen, in condensatoren met vaste elektrolyt en op printplaten voor de elektronische industrie.
De elektrische geleidbaarheid van PEDT ligt tussen die van halfgeleiders en metalen en kan gaan tot ongeveer 600 siemens per meter. PEDT is transparant en heeft een goede thermische en chemische stabiliteit.
Clevios is een merknaam van coatings op basis van poly(3,4-ethyleendioxythiofeen).